# Tiago Caballero
Tiago Isaías Caballero Fleytas (ur. 27 maja 2005 w Luque) – paragwajski piłkarz występujący na pozycji napastnika, od 2023 roku zawodnik Nacionalu.